# Shaker Assem
Shaker Assem (* 1964 in Kairo) ist der ägyptisch-österreichische Sprecher der islamistischen Organisation Hizb ut-Tahrir für den deutschsprachigen Raum.

## Familie, Kindheit und Jugend
Er wurde als Sohn eines Ägypters und einer Österreicherin in Kairo geboren, wo er auch aufwuchs. Bis zum 16. Lebensjahr besuchte er dort die Deutsche Evangelische Oberschule. Nach dem Tod seines Vaters zog er 1980 gemeinsam mit seiner Mutter nach Österreich. Nach der Matura in Villach studierte er Maschinenbau an der Technischen Universität Wien. Er hat Hizb ut-Tahrir erst in Österreich während des Studiums kennengelernt. In der Zeit nach seinem Abschluss arbeitete er in der Industrie und zeitweise als Lehrer.
Shaker Assem lebt derzeit in Wien, ist verheiratet und hat ein Kind.

## Öffentliches Wirken
In den Jahren 2002 bis 2005 zog er aus beruflichen Gründen nach Deutschland und engagierte sich dort in der islamistischen Organisation Hizb ut-Tahrir. Auf Grund seiner Deutschkenntnisse wurde er von dieser zum repräsentativen Mitglied ernannt und vertrat die Organisation gegenüber den Medien. Aufsehen erregte er im Jahre 2003, als er dem stellvertretenden Bundesvorsitzenden der NPD Holger Apfel ein Interview gewährte, das in der Parteizeitung Deutsche Stimme veröffentlicht wurde.
Bereits einen Monat davor war die Organisation Hizb ut-Tahrir durch eine Verfügung des Bundesministeriums des Innern wegen ihrer Betätigung gegen den Gedanken der Völkerverständigung und der Befürwortung von Gewaltanwendung zur Durchsetzung politischer Ziele in Deutschland verboten worden. Eine Klage gegen dieses Verbot wurde im Jahr 2006 abgewiesen.
Shaker Assem kehrte im Jahr 2005 nach Österreich zurück, wo er weiterhin als Sprecher seiner Organisation auftritt. Unter anderem war er am 12. Oktober 2011 Gast in der ORF-Diskussionssendung Club 2, zum Thema „Muslimische Frauen in Österreich: Zwischen Unterdrückung und Emanzipation“. Darauf kam es zu medialer Kritik gegenüber dem ORF und seiner Gästeauswahl. Sendungsverantwortlicher Robert Stoppacher verteidigte diese Entscheidung und erklärte, zur Ausgewogenheit der Diskussionsteilnehmer sei Herr Assam explizit „als ein Vertreter einer ausgeprägt konservativen Auslegung des Islam eingeladen“ worden.
Im Februar 2012 wurde Shaker Assem die Rolle des Gastgebers beim regelmäßig stattfindenden Freitagsgebet am Afro-Asiatischen Institut in Wien durch die Erzdiözese Wien aufgrund der öffentlichen Kontroverse um seine Person entzogen.
Das von der Bundesrepublik Deutschland gegenüber Vertretern der Hizb ut-Tahrir ausgesprochene öffentliche Betätigungsverbot hat in Österreich keine Rechtswirksamkeit.